# Nudaria problematica
Nudaria problematica är en fjärilsart som beskrevs av Embrik Strand 1922. Nudaria problematica ingår i släktet Nudaria och familjen björnspinnare. Inga underarter finns listade i Catalogue of Life.